# Корбетт, Хантер
Хантер Корбетт (англ. Hunter Corbett, кит. 郭显德, пиньинь Guō Xiǎndé; 8 декабря 1835, Кларион, Пенсильвания, США — 7 января 1920 г., Яньтай, Китай) — пионер американской протестантской миссии в Чифу (кит. упр. 烟台, пиньинь: Yāntái), Шаньдун, Китай. Служил в Американской Пресвитерианской миссии. Был сторонником контроля за миссионерскими предприятиями.
Корбетт основал школу «Йи Вэнь» в Тэнгчоу (так же известную как Академия для мальчиков / Академия Тэнгчоу имени Хантера Корбетта), позднее в 1928 году преобразованную в институт высшего образования с названием Университет Чилу, являющимся первым университетом, основанным в Китае.

## Ранний период жизни
Хантер Корбетт родился в семье Росс Митчелл Корбетт и Фанни Калбертсон (Орр) Корбетт 8 декабря 1835 года в городе Кларион, штат Пенсильвания, США. Окончил колледж Джефферсона в Каконсбурге, штат Пенсильвания (в настоящее время «Вашингтон и Джефферсон колледж») в 1860 году и Принстонскую духовную семинарию. С первой женой, Элизабет «Лиззи» Калбертсон, он отплыл в Китай в 1863 году.

## Китайская миссия
После шестимесячного плавания вокруг мыса Доброй Надежды и кораблекрушения у берегов Китая, они, наконец, прибыли в Чифу (Яньтай) в середине зимы 1863 года. После нескольких лет в Дэнчжоу (Пэн-лая, или Тэнгчоу), они переселились на постоянное место жительства в Чифу и здесь началась евангельская работа. Совместно с коллегами Кальвином Уилсоном Матиер и Джоном Найсом, Корбетт разработал методику, которая бы помогла посадить зерно евангельского слова в почве северного Китая и сделать Шаньдун сильной пресвитерианской миссией. Широкие странствования по всей загородной местности, а не концентрированные усилия в городах, были главной особенностью плана Шаньдун. Корбетт путешествовал по всей провинции на лошадях, мулах и пешком. В 1886 году «Вашингтон и Джефферсон колледж» присудил ему почетную степень доктора богословия.
Корбетт верил в использовании нетрадиционных методов. Он арендовал театр и переделал задние комнаты в музей интересных объектов со всего мира. После службы, двери музея открывали. В 1900 году, около 72000 человек выслушали его проповеди и посетили музей. Венцом стала организация и развитие пресвитерии в Шаньдун. К моменту смерти Корбетта, было 343 организованных церквей и часовен по всей провинции, с более чем 15000 прихожан. В 1906 году он был избран Лидером Генеральной Ассамблеи, центрального руководящего органа пресвитерианской церкви в Соединенных Штатах Америки или реформированной церкви.
Хантер Корбетт служил в Китае в течение 56 лет. Он умер в Чифу (ныне Яньтай, Китай) 7 января 1920 года.
Его третья жена и вдова, Хелен Сазерленд Корбетт, умерла в 1936 году.
В 1907 году его дочь, Грейс Корбетт вышла замуж за Ральфа С. Уэллса (1877—1955). В 1908 году его дочь, Джейн Ли Корбетт вышла замуж за Джона Лоуренса Гохина.

## Книги

### Автор Хантер Корбетт
- Двадцать пять лет миссионерской работы в провинции Шаньдун, Китай: Автор: Хантер Корбетт, Номер OCLC: 21833096
- Перепись работ американской пресвитерианской миссии в провинции Шаньдун, Китай, 1861—1913: Автор: Хантер Корбетт ISBN 0-524-07860-2, ISBN 978-0-524-07860-0
- 聖會史記 : [2卷] / Шенг хуи ши джи : Автор — 郭顯徳撰. Хантер Корбетт

### Другие авторы
- Хантер Корбетт: пятьдесят шесть лет миссионерства в Китае: Автор- Джеймс Крейгхэд, Издатель — Ревелл Пресс, 1921
- Дань, Хантер Корбетт, 1835—1920 Издательство: Чифу: Макмаллан & Co (1920), OCLC Номер: 16876989
- Хантер Корбетт и его семья: «Биография» Авторы: Гарольд Фредерик Смит, Чарльз Ходж Корбетт.
- Семейные документы Гохин (Goheen), 1864—1951.
- Эскиз жизни доктора Корбетта: Рекламные материалы для Хантера Корбетта академии строительной программы, выданного в связи с 80-летием доктора Корбетта. Развание на обложке: Хантер Корбетт: его 80-летие: план празднования, история, возможность, обращения.